# Bill Bird
William Augustus Bird, dit Bill Bird (1888 ou 1889-1963), est un journaliste nord-américain qui, entre les deux guerres mondiales, travaillait à Paris pour l'agence Consolidated Press Association. Il acquit une presse à imprimer et le matériel annexe et fonda une imprimerie artisanale, la Three Mountains Press, spécialisée dans les livres à tirage limité. Bird imprima en particulier les deux premiers livres d’Ernest Hemingway et des ouvrages d’Ezra Pound.

## Biographie
Né à Buffalo (New York) en 1888 ou selon les sources, le 2 janvier 1889, Bill Bird suit les cours du Trinity College (Connecticut) dont il ressort diplômé en 1912. Il se marie avec Sarah Costello, puis, avec son ami David Lawrence, il fonde en 1920 la Consolidated Press Association (CPA), qui durera jusqu’en 1933.
Bill Bird, qui dans le milieu des expatriés américains est un « good guy », un brave garçon, ouvre sa propre imprimerie, Three Mountains Press (en référence aux trois principaux monts de Paris), en 1922, au 29 du quai d’Anjou sur l'île Saint-Louis. Il compose avec des caractères Caslon et imprime “à l’ancienne” avec une presse à main. Le cartouche caractéristique de la maison apparaît soit dans le colophon soit sur la page de couverture.
Un des premiers ouvrages imprimés par Bill Bird est un guide d’œnologie, A Practical Guide to French Wines, qu’il a écrit lui-même (1922).
Puis Bill Bird publie Indiscretions, or, Une Revue de Deux Mondes (1923) et A Draft of XVI Cantos d’Ezra Pound, et aussi The Great American Novel de William Carlos Williams, et Distinguished Air de Robert McAlmon.
Three Mountains Press (TMT) était en relations commerciales avec Contact Edition & Publishing, la maison d'édition de Robert McAlmon, avec l'imprimeur dijonnais Maurice Darantière, et à partir de 1925, TMT héberge Ford Madox Ford et la Transatlantic Review.
En ce qui concerne Ernest Hemingway : Bill Bird a imprimé en 1923 son tout premier ouvrage Stories and 10 poems, à 300 exemplaires. En 1924, suit un recueil de nouvelles d’Hemingway, In Our Time. L’édition parisienne de ce livre avait un titre en lettres minuscules, une couverture faite d’un collage de titres de journaux et était en vente à la librairie Shakespeare and Company de Sylvia Beach ; on trouvait dans In Our Time le portrait d'Hemingway, une gravure sur bois par Henry Strater. En 1964, trois ans après la mort d'Hemingway, parait A Moveable Feast (Paris est une fête) ; Hemingway annonce dans la préface qu'il n'y évoque pas le souvenir de ses bons amis Henry Strater et Bill Bird.
Peu avant la fin des années 1920, Bird se lasse de l’imprimerie et il vend son matériel à Nancy Cunard, qui emmène le tout dans sa ferme de Normandie. Nancy Cunard ouvrit en 1928 l’imprimerie The Hours Press, qui fait paraître en particulier des livres de l’école moderniste, et des ouvrages de luxe.
Bird continue son métier de journaliste, et après la dissolution de la CPA (en 1933) travaille pour le The New York Sun. En 1940, il quitte Paris avec sa famille pour l’Espagne.
Après la fin de la Seconde Guerre mondiale, Bill Bird vit à Tanger avec sa famille, où il est d'abord, en 1948, représentant américain pour l'assemblée législative de la Zone internationale, puis il fait paraître en anglais la Tangier Gazette, jusqu’à son interdiction par les autorités marocaines en 1960.
Bird retourne alors vivre à Paris où il meurt en août 1963. De son mariage, est née une fille, Ann France Bird Wilson.

## Sources
- (en) Cet article est partiellement ou en totalité issu de l’article de Wikipédia en anglais intitulé « Bill Bird » (voir la liste des auteurs).
- [PDF](en) Modern American Poets and their Printers, exposition à la Watkinson Library, Trinity College, 2009.